# Jiangshi

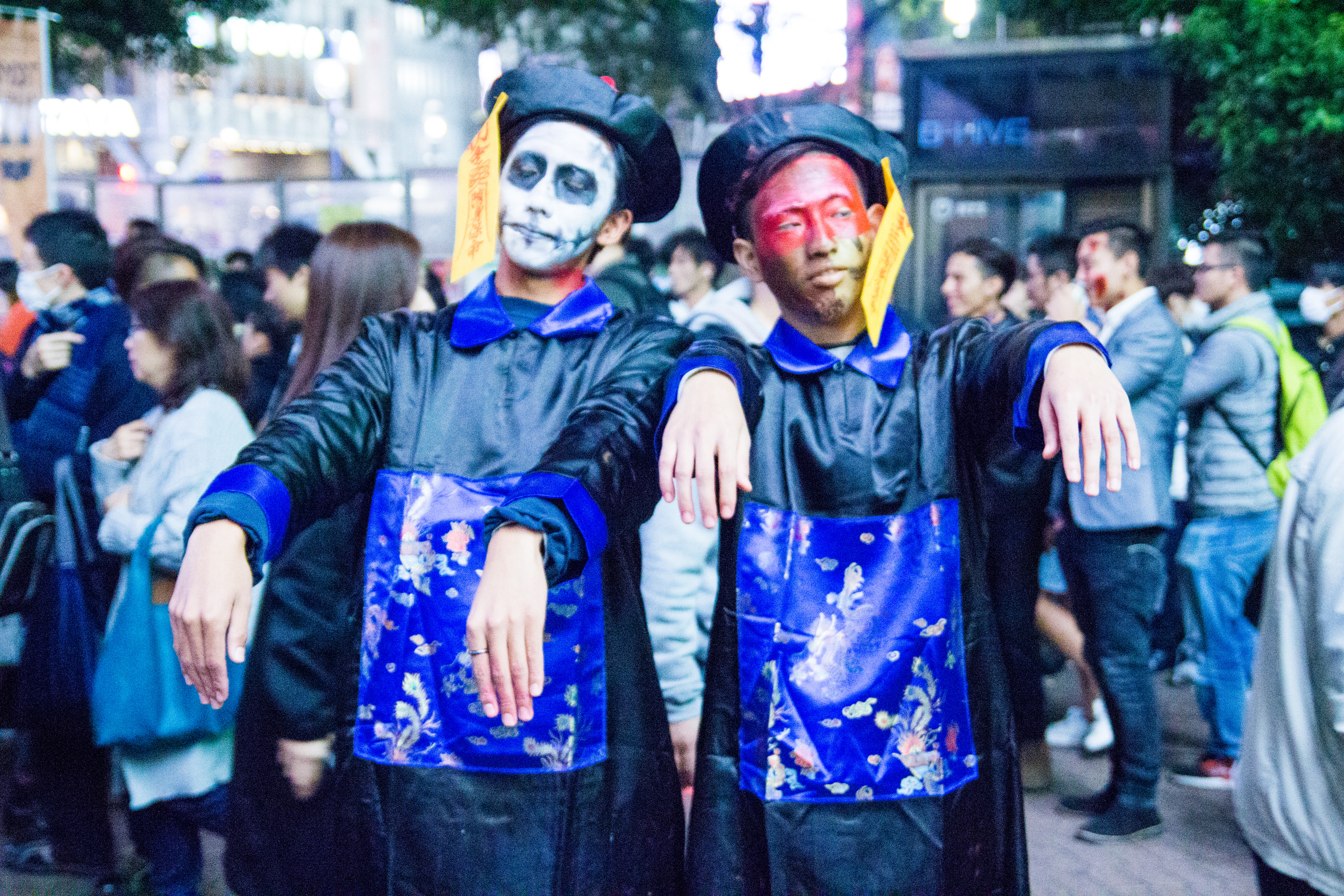

Jiangshi (Caratteri cinesi semplificati: 僵尸; Caratteri cinesi tradizionali: 殭屍; pinyin: jiāngshī; Jyutping: goeng1 si1), Noto anche come vampiro cinese saltellante, è un tipo di creatura non morta o cadavere rianimato presente nelle leggende e nel folklore cinese. A causa dell'influenza del cinema di Hong Kong, è tipicamente raffigurato nella cultura popolare moderna come un cadavere rigido vestito con abiti ufficiali della dinastia Qing e avente attaccato al cappello o alla fronte un fulu, ovvero un cartaceo talismano fu con registro "lu 箓" (un decreto scritto con inchiostro nero o rosso che sottomette il jiangshi al volere di chi gli ha applicato il fulu). Sebbene la pronuncia di jiangshi vari nei diversi paesi dell'Asia orientale, tutti si riferiscono alla versione cinese di vampiro. A differenza del vampiro europeo, il jiangshi uccide creature viventi assorbendone il qi, ovvero la "forza vitale" anziché succhiandone il sangue.

## Manga, anime e videogiochi
Nel manga di Shaman King, così come nell'omonimo anime del 2001 e nel reboot del 2021, vi è il jiangshi chiamato Lee Pai Long, appartenente a Jun Tao, sorella maggiore di Ren Tao.
Nell'episodio 89 dell'anime di Dragon Ball Super i principali avversari affrontati da Goku sono dei jiangshi.
Nel videogioco per Wii Dragon Ball: Revenge of King Piccolo l'indovina Baba usa la stregoneria per ordinare ai Jiang Shi di difendere il suo palazzo.
Nel videogioco Night Warriors: Darkstalkers' Revenge fa il suo debutto nella serie la jiangshi chiamata Hsien-Ko, la quale tornerà anche nei capitoli successivi oltre che nella serie OVA anime Night Warriors: Darkstalkers' Revenge e in videogiochi crossover come Marvel vs. Capcom 3: Fate of Two Worlds e Ultimate Marvel vs. Capcom 3.
Nel DLC Nightmare in North Point del videogioco Sleeping Dogs, tra i nemici presenti vi sono i jiangshi.